# Honorato Domínguez Heredia
Honorato Domínguez Heredia nace en San Juan Coscomatepec, Veracruz hoy Coscomatepec de Bravo, en 1822 fue un Coronel, Guerrillero y posteriormente General, que luchó durante la Intervención estadounidense en México como coronel,  posteriormente en la Segunda intervención francesa en México como guerrillero y como comandante militar y general en el levantamiento de Porfirio Díaz contra Benito Juárez en Veracruz muere el 4 de abril de 1872 en Coscomatepec.
De familia Criolla e insurgente, Honorato Domínguez participó como defensor del bombardeo de los norteamericanos en el puerto de Veracruz, así como participar en el escuadrón de caballería que organizaba el gobernador de Veracruz Juan Soto Ramos, en el centro de Veracruz, posteriormente se une a las armas con el general Ignacio de la llave, pasada la guerra obtiene su baja de la guardia nacional.
Durante 1862 y 1863, participó en las guerrillas contra los franceses por la ruta de Veracruz a Córdoba, arduamente, nunca aprobó la intervención del imperialista de Maximiliano en México, para 1866 Honorato fue jefe militar y luchó contra los franceses en la batalla de Tliapa donde el ejército francés pudo tomar Coscomatepec, mientras la guerrilla de Honorato los hizo retroceder a Orizaba, matando a cientos de soldados franceses, también destaca los daños causados a un convoy francés comandado por Lefevre, en el rancho El Sordo, en el que se obtuvieron armas y animales.  en 1872 conoce a Porfirio Diaz quien se une a él, contra Benito Juárez el gobernador Teodoro Dehesa lo nombra Comandante Militar, muere en la villa de San Juan Coscomatepec el 4 de abril de 1872 mientras protegía una retirada de sus guerrilleros.